# مسیحی فرهنگی
مسیحی فرهنگی فردی است که خود را به عنوان مسیحی معرفی می‌کند اما اعتقاد عملی به این دین ندارد. این اشخاص ممکن است بنا به پیش زمینه‌هایی مانند تجارب شخصی، خانواده و محیط فرهنگی که در آن بزرگ شده‌اند خود را مسیحی بدانند. به این ترتیب، این افراد معمولاً خود را از نظر فرهنگی مسیحی معرفی می‌کنند و بیشتر توسط مؤمنان به عنوان مسیحیان اسمی شناخته می‌شوند.
اصطلاحات متضاد «مسیحی انجیلی»، «مسیحی متعهد»، یا «مسیحی معتقد» هستند.
اصطلاح «مسیحی فرهنگی» می‌تواند بر اساس مذهب به دسته‌های کوچکتری همچون «کاتولیک فرهنگی»، «لوتران فرهنگی» و «انگلیکان فرهنگی» تقسیم شود.